# 1981 Tour
La gira de 1981 de la banda inglesa Depeche Mode comenzó el 3 de enero de 1981 en Rayleigh (Reino Unido), y terminó el 3 de diciembre de 1981 en Chichester (Reino Unido). La gira presentó el primer álbum de la banda, Speak & Spell, publicado en 1981. Tuvo un total de 68 conciertos y visitó cinco países. Además, realizaron dos actuaciones ajenas a la gira, una para la BBC Radio y otra para un programa de televisión.
Depeche Mode actuó por primera vez en Países Bajos, Alemania, Bélgica y Francia.
Fue la segunda gira del grupo, después de su 1980 Tour, aunque la primera propiamente en forma, si bien lo más anecdótico fue que sería la última participación de Vince Clarke en Depeche Mode.

## Créditos
El grupo estaba constituido en esa época y se presentó durante toda la gira como un cuarteto.
David Gahan - vocalista.
Martin Gore - sintetizador.
Andrew Fletcher - sintetizador.
Vince Clarke - sintetizador.

## Temas interpretados
Los temas actuados durante los conciertos fueron solo quince debido a lo limitado del repertorio de DM en esa época.
Los temas incluidos en el repertorio de cada concierto fueron:
1. Any Second Now/ Shout! (intro instrumental) (Shout! se interpretaría únicamente pocas ocasiones como intro instrumental, y solo la parte inicial de ésta pero a un tempo más lento)
2. Photographic
3. Nodisco
4. New Life
5. Puppets
6. Ice Machine
7. Big Muff
8. I Sometimes Wish I Was Dead
9. Tora! Tora! Tora!
10. Just Can't Get Enough
11. Boys Say Go!
12. What's Your Name?
13. Television Set
14. Dreaming of Me
15. The Price of Love (cover de The Everly Brothers)

Este listado refleja el orden consistente de los temas en cada concierto así como las interpretaciones opcionales, aunque llegó a haber variaciones.

## Destinos de la gira
| Fecha                    | País         | Ciudad          | Lugar                  |
| 3 de enero de 1981       | Reino Unido  | Rayleigh        | Crocs Glamour Club     |
| 6 de enero de 1981       | Reino Unido  | Londres         | Bridge House           |
| 11 de enero de 1981      | Reino Unido  | Londres         | Hope n´Anchor          |
| 19 de enero de 1981      | Reino Unido  | Londres         | Bridge House           |
| 23 de enero de 1981      | Reino Unido  | Londres         | Hope n´Anchor          |
| 23 de enero de 1981      | Reino Unido  | Southend-on-Sea | Rascals                |
| 1 de febrero de 1981     | Reino Unido  | Londres         | Moonlight Club         |
| 2 de febrero de 1981     | Reino Unido  | Leeds           | Warehouse              |
| 3 de febrero de 1981     | Reino Unido  | Sheffield       | Limit Club             |
| 9 de febrero de 1981     | Reino Unido  | Londres         | Bridge House           |
| 12 de febrero de 1981    | Reino Unido  | Londres         | Moonlight Club         |
| 14 de febrero de 1981    | Reino Unido  | Londres         | The Rainbow Club       |
| 16 de febrero de 1981    | Reino Unido  | Londres         | Cabaret Futura         |
| 26 de febrero de 1981    | Reino Unido  | Londres         | Lyceum                 |
| 16 de marzo de 1981      | Reino Unido  | Londres         | Bridge House           |
| 24 de marzo de 1981      | Reino Unido  | Londres         | Moonlight Club         |
| 30 de marzo de 1981      | Reino Unido  | Dartford        | Flicks                 |
| 2 de abril de 1981       | Reino Unido  | Southend-on-Sea | Technical College      |
| 4 de abril de 1981       | Reino Unido  | Londres         | Thames Boat Trip       |
| 6 de abril de 1981       | Reino Unido  | Londres         | Bridge House           |
| 11 de abril de 1981      | Reino Unido  | Rayleigh        | Crocs Glamour Club     |
| 12 de abril de 1981      | Reino Unido  | Londres         | Bridge House           |
| 16 de abril de 1981      | Reino Unido  | Leeds           | Amnesia Club           |
| 21 de abril de 1981      | Reino Unido  | Londres         | The Embassy            |
| 23 de abril de 1981      | Reino Unido  | Birmingham      | Cedar Ballroom         |
| 26 de abril de 1981      | Reino Unido  | Londres         | Lyceum                 |
| 28 de abril de 1981      | Reino Unido  | Basildon        | Sweeneys               |
| 30 de abril de 1981      | Reino Unido  | Londres         | The Pits               |
| 1 de mayo de 1981        | Reino Unido  | Londres         | Southbank Poly         |
| 3 de mayo de 1981        | Reino Unido  | Basildon        | Raquels                |
| 9 de mayo de 1981        | Reino Unido  | Cardiff         | Nero's                 |
| 12 de mayo de 1981       | Reino Unido  | Londres         | The Venue              |
| 25 de mayo de 1981       | Reino Unido  | Dartford        | Flicks                 |
| 1 de junio de 1981       | Reino Unido  | Londres         | Bridge House           |
| 2 de junio de 1981       | Reino Unido  | Londres         | Hammersmith Palais     |
| 9 de junio de 1981       | Reino Unido  | Chadwell Heath  | Regency Suite          |
| 27 de junio de 1981      | Reino Unido  | Rayleigh        | Crocs Glamour Club     |
| 23 de julio de 1981      | Reino Unido  | Londres         | The Venue              |
| 25 de julio de 1981      | Países Bajos | La Haya         | Zuiderpark             |
| 29 de julio de 1981      | Reino Unido  | Londres         | Bridge House           |
| 30 de julio de 1981      | Reino Unido  | Slough          | Alexandras             |
| 2 de agosto de 1981      | Reino Unido  | Brighton        | Jenkinsons             |
| 5 de agosto de 1981      | Reino Unido  | Mánchester      | Rafters                |
| 6 de agosto de 1981      | Reino Unido  | Leeds           | Warehouse              |
| 7 de agosto de 1981      | Reino Unido  | Edimburgo       | Nite Club              |
| 26 de agosto de 1981     | Reino Unido  | Londres         | I.C.A.                 |
| 19 de septiembre de 1981 | Reino Unido  | Londres         | The Venue              |
| 25 de septiembre de 1981 | Alemania     | Hamburgo        | Markthalle             |
| 26 de septiembre de 1981 | Países Bajos | Ámsterdam       | Paradiso               |
| 28 de septiembre de 1981 | Bélgica      | Bruselas        | Disco Rouge            |
| 29 de septiembre de 1981 | Francia      | París           | Les Bains Douches      |
| 16 de octubre de 1981    | Reino Unido  | Richmond        | Christ's School        |
| 19 de octubre de 1981    | Reino Unido  | Bristol         | Lawrence Weston School |
| 31 de octubre de 1981    | Reino Unido  | Newcastle       | University             |
| 2 de noviembre de 1981   | Reino Unido  | Edimburgo       | Coasters               |
| 3 de noviembre de 1981   | Reino Unido  | Mánchester      | Fagins                 |
| 4 de noviembre de 1981   | Reino Unido  | Birmingham      | Locarno                |
| 5 de noviembre de 1981   | Reino Unido  | Nottingham      | Rock City              |
| 6 de noviembre de 1981   | Reino Unido  | Liverpool       | University             |
| 7 de noviembre de 1981   | Reino Unido  | Sheffield       | Polytechnic            |
| 9 de noviembre de 1981   | Reino Unido  | Bristol         | Locarno                |
| 10 de noviembre de 1981  | Reino Unido  | Basildon        | Raquels                |
| 11 de noviembre de 1981  | Reino Unido  | Brighton        | Top Rank               |
| 12 de noviembre de 1981  | Reino Unido  | Poole           | Arts Centre            |
| 14 de noviembre de 1981  | Reino Unido  | Leicester       | University             |
| 15 de noviembre de 1981  | Reino Unido  | Londres         | Lyceum                 |
| 16 de noviembre de 1981  | Reino Unido  | Londres         | Lyceum                 |
| 3 de diciembre de 1981   | Reino Unido  | Chichester      | The Theatre            |